# Hermann Ney

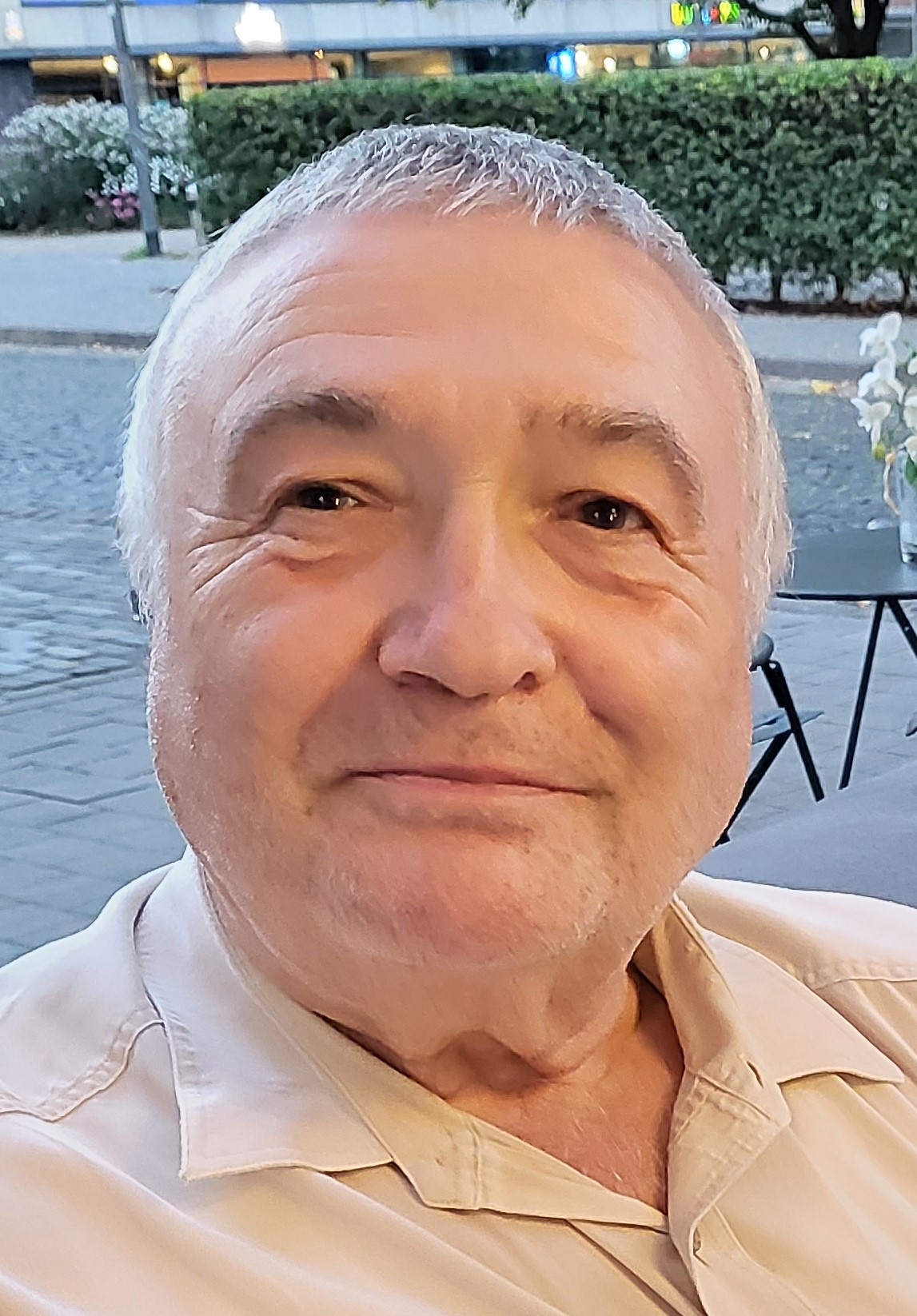
Hermann Ney 2023

Hermann Josef Ney (* 21. Januar 1952 in Saarlouis) ist ein deutscher Informatiker. Seit 1993 lehrt und forscht er als Inhaber des Lehrstuhls für Sprachverarbeitung und Mustererkennung an der RWTH Aachen.

## Leben und Wirken
Nachdem er 1977 ein Diplom in Physik an der Universität Göttingen erworben hatte, arbeitete er in der Forschungsabteilung von Philips Deutschland. Währenddessen promovierte er 1982 an der Universität Braunschweig zum Dr.-Ing. der Elektrotechnik. Von 1988 bis 1989 arbeitete er für AT&T.

## Auszeichnungen
Für seine Forschungsarbeit erhielt er 2016 den ERC Advanced Grant, 2018 den Google Focused Award und 2019 den IEEE James L. Flanagan Speech and Audio Processing Award. Seit 2009 ist er Fellow der International Speech Communication Association und seit 2011 der IEEE.